# Геотегинг

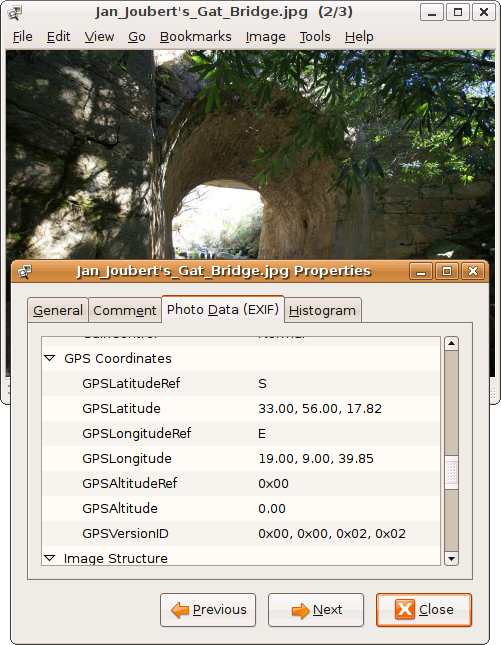
Геоданные в EXIF

Геотегинг (геотэгинг, геотеггинг; гео от греч. γη, или греч. γαια «земля», англ. tag — «ярлык», «этикетка», «бирка»; «метить») — процесс присоединения географических метаданных к различным информационным ресурсам, таким как фотографии, видео, веб-сайты, RSS, SMS, QR-коды, и вообще любые произвольным файлам. Эти данные характеризуют описываемые ими ресурсы (точка съемки, положение предмета съёмки и т. п.) и состоят, почти всегда, из координат широты и долготы, но могут включать также высоту, азимут, расстояние, погрешность, название населённых пунктов и временную метку.
Геотегинг может помочь в поиске информации, привязанной к определённой местности. Например, в гео-ориентированных поисковых системах можно найти фотографии, видео или записи в блогах, сделанные вблизи локации с запрошенными координатами. Поисковые геосистемы также могут быть полезными для поиска привязанных к локации новостей, веб-сайтов, прочих ресурсов.

## Способы геотегинга фотографий

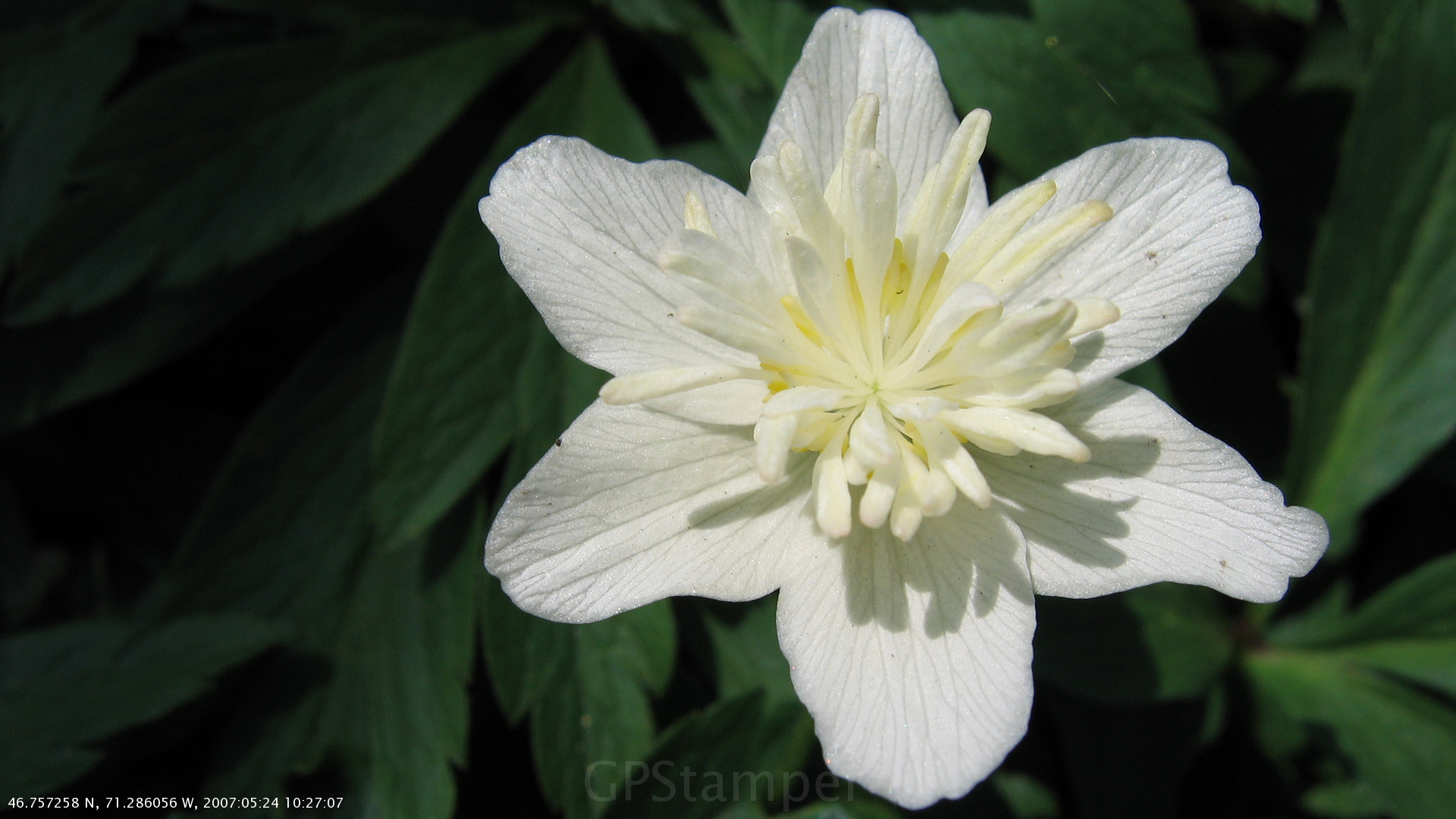
Геоинформация, вписнная в JPEG-фото программой GPStamper

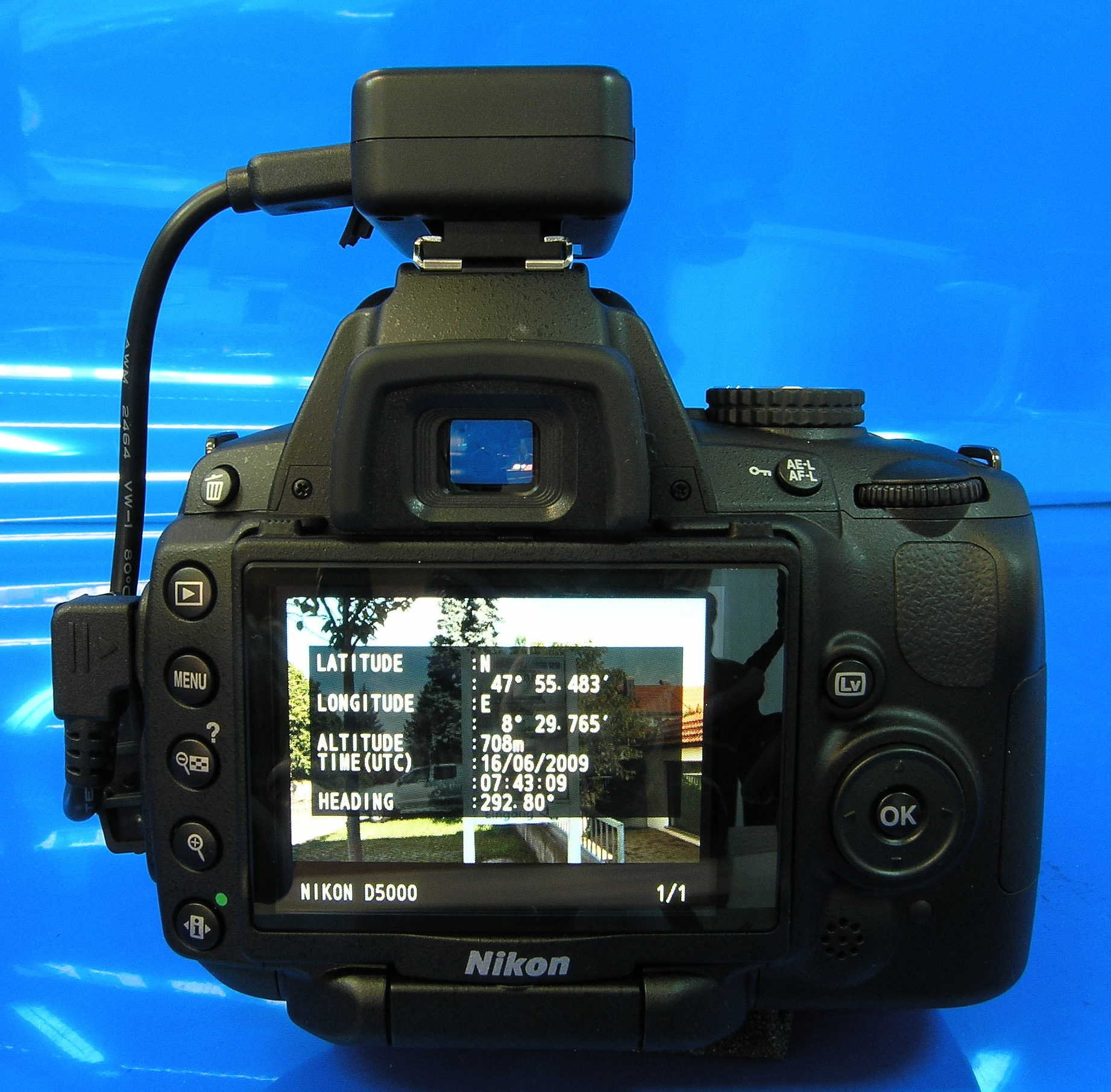
Фотоаппарат Nikon D5000, оснащенный устройством Solmeta Geotagger Pro

Основным и наиболее удобным способом геотэггинга фотографий является запись GPS-координат места съёмки в EXIF. Вместе с тем, возможны и другие, более экзотичные, способы: например, QR-код.

### Автоматический геотегинг фотографий
Для автоматической записи GPS-координат места съёмки в EXIF-данные используется фотокамера (или телефон/планшет с камерой), оснащённая встроенным GPS-приёмником, записывающая координаты в файл непосредственно в момент создания снимка.

### Геотегинг фотографий с использованием отдельного GPS-устройства
При этом способе в непосредственной близости от фотокамеры должен находиться работающий GPS-логгер или GPS-навигатор, записывающий GPS-трек. Впоследствии фотографии совместно с GPS-треком обрабатываются специальными программами, имеющими следующий принцип работы: используя точное время в которое был произведен снимок, из GPS-трека извлекаются координаты, соответствующие этому времени, и записываются в EXIF-данные фотографии (в этом случае необходимо, чтобы время, выставленное в фотокамере точно соответствовало времени в GPS-устройстве или, по крайней мере, была известна разница времён, чтобы её можно было скорректировать).
Наиболее широкое распространение получил способ обработки фотографий специальными программами, позволяющий модифицировать EXIF-данные вручную либо автоматически, используя соответствие времени съемки и точки GPS-трека, полученного с помощью GPS-логгера, GPS-навигатора.

### Геотегинг фотографий вручную
В этом случае с помощью специальных программ фотограф сам указывает координаты фотографии.

## Домены
Специальная DNS-запись позволяет привязать доменное имя к конкретной точке, как на земной поверхности, так и под или над ней (вплоть до геостационарной орбиты). Через такую запись можно, например, посмотреть положение любого почтового индекса в Великобритании:
```
$
 
dig
 
loc
 
SW1A2AA.find.me.uk
SW1A2AA.find.me.uk.
     
2592000
 
IN
      
LOC
     
51
 
30
 
12
.748
 
N
 
0
 
7
 
39
.612
 
W
 
0
.00

```

что соответствует офису Премьер-министра на Даунинг-стрит, 10 (51°30′12″ с. ш. 0°07′39″ з. д.)

## Веб-сайты
Для гео-привязки интернет-страниц используются следующие способы:

### ICBM-адрес в заголовке
Специальный заголовочный META-тег, названный в честь межконтинентальной баллистической ракеты, позволяет привязать страницу к гео-координатам:
```
<
meta
 
name
=
"ICBM"
 
content
=
"12.345, 67.890"
>

```

### Мета-гео-тэги
Аналогичным образом можно указать координаты с помощью мета-тэгов семейства geo, включая название региона и местности:
```
 
<
meta
 
name
=
"geo.position"
 
content
=
"50.167958;-97.133185"
>

 
<
meta
 
name
=
"geo.placename"
 
content
=
"Rockwood Rural Municipality, Manitoba, Canada"
>

 
<
meta
 
name
=
"geo.region"
 
content
=
"ca-mb"
>

```

### Микроформат
Ещё один способ гео-привязки —  Geo-микроформат, который понимают некоторые поисковые машины. С помощью него можно указывать различные координаты для нескольких элементов на странице.
```
<
span
 
class
=
"geo"
>

    
<
span
 
class
=
"latitude"
>
50.167958
</
span
>
;
    
<
span
 
class
=
"longitude"
>
-97.133185
</
span
>

</
span
>

```

## RSS
В новостных лентах RSS добавлен специальный тэг GeoRSS, который позволяет привязывать новости не только к географическим точкам, но и очерчивать границы локаций с помощью многоугольников, а также описаний соответствующих нюансов.

## SMS
Существует специальный формат SMS, geoSMS, который позволяет указать координаты с помощью geo-URI:
Давай выпьем пива в geo:-37.801631,144.980294;u=10